# Bischwihr
Bischwihr – miejscowość i gmina we Francji, w regionie Grand Est, w departamencie Górny Ren.
Według danych na rok 1990 gminę zamieszkiwało 598 osób, 186 os./km².